# بادپر ساحلی
بادپر ساحلی (نام علمی: Cymothoe coranus) نام یک گونه از سرده پروانه‌های بادپر است.